# Potamonautes unispinus
Potamonautes unispinus is een krabbensoort uit de familie van de Potamonautidae. De wetenschappelijke naam van de soort is voor het eerst geldig gepubliceerd in 1998 door Stewart & Cook.